# Cheilosia griseiventris
Cheilosia griseiventris är en tvåvingeart som beskrevs av Friedrich Hermann Loew 1857. Cheilosia griseiventris ingår i släktet örtblomflugor, och familjen blomflugor.
Artens utbredningsområde är Italien. Inga underarter finns listade i Catalogue of Life.